# MAPPA (azienda)
MAPPA (株式会社エイトビット? acronimo di Maruyama Animation Produce Project Association) è uno studio di animazione giapponese fondato il 14 giugno 2011 da Masao Maruyama, già fondatore e produttore dello studio Madhouse. Ha sede a Suginami, quartiere speciale di Tokyo.

## Storia

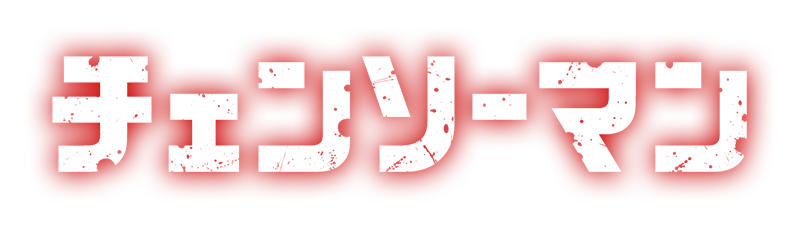
Logo della serie anime Chainsaw Man, una delle produzioni più note dell'azienda.

Lo studio è stato fondato il 14 giugno 2011 da Masao Maruyama, già fondatore e produttore dello studio Madhouse, all'età di 70 anni. Maruyama è stato il primo direttore rappresentativo dell'azienda con l'obiettivo iniziale di produrre In questo angolo di mondo, di Sunao Katabuchi. A causa delle difficoltà finanziarie riscontrate a Madhouse, Maruyama e Katabuchi fondarono MAPPA nella speranza di produrre il film. Tuttavia, nonostante il trasferimento degli studi, il film ha avuto molti problemi di produzione ed è stato distribuito cinque anni dopo rispetto al previsto.
Maruyama iniziò a lavorare con Katabuchi per il film nel 2010 durante l'era di Madhouse, ma per avviare la produzione ci sono voluti tre anni a causa di difficoltà nel trovare fondi.
Nell'aprile 2016, Maruyama ha rassegnato le dimissioni da CEO dello studio ed è diventato presidente. Il produttore dello studio Manabu Ōtsuka, un ex dipendente dello Studio 4°C, è diventato CEO dopo la partenza ufficiale di Murayama.

## Produzioni

### Serie TV anime

#### Dal 2012 al 2019
| Titolo                                            | Anno di produzione | Episodi | Note e fonti                                                       |
| ------------------------------------------------- | ------------------ | ------- | ------------------------------------------------------------------ |
| Jammin' Apollon                                   | 2012               | 12      | Co-prodotto con Tezuka Productions.                                |
| Teekyu                                            | 2012–2013          | 36      | La serie è divisa in tre stagioni.                                 |
| Uchū Kyōdai - Fratelli nello spazio               | 2012-2014          | 99      | Produzione associata ad A-1 Pictures.                              |
| Amnesia                                           | 2013               | 12      | Produzione associata a Brain's Base.                               |
| Hajime no Ippo: Rising                            | 2013–2014          | 25      | Co-prodotto con Madhouse.                                          |
| Terror in Resonance                               | 2014               | 11      | [ 6 ]                                                              |
| Space Dandy                                       | 2014               | 26      | Produzione associata a Bones.                                      |
| Tokyo Ghoul                                       | 2014               | 12      | Produzione associata a Studio Pierrot.                             |
| Garo: Honō no kokuin                              | 2014–2015          | 24      |                                                                    |
| Shingeki no Bahamut: Genesis                      | 2014               | 12      | [ 7 ]                                                              |
| Punch Line                                        | 2015               | 12      | [ 8 ]                                                              |
| Ushio e Tora                                      | 2015–2016          | 39      | Co-prodotto con Studio VOLN.                                       |
| Garo: Guren no tsuki                              | 2015–2016          | 24      |                                                                    |
| Days                                              | 2016               | 24      | [ 11 ]                                                             |
| Yuri!!! on Ice                                    | 2016               | 12      | [ 12 ]                                                             |
| Garo: Vanishing Line                              | 2017               | 24      |                                                                    |
| Idol Incidents                                    | 2017               | 12      | Co-prodotto con Studio VOLN.                                       |
| Rage of Bahamut: Virgin Soul                      | 2017               | 24      | [ 13 ]                                                             |
| Kakegurui e Kakegurui ××                          | 2017-2019          | 24      | La serie è strutturata in due stagioni da dodici episodi ciascuna. |
| Altair: racconti di battaglia                     | 2017               | 24      | [ 15 ]                                                             |
| Inuyashiki                                        | 2017               | 11      |                                                                    |
| Banana Fish                                       | 2018               | 24      |                                                                    |
| Zombie Land Saga                                  | 2018               | 12      |                                                                    |
| Dororo                                            | 2019               | 24      | Co-prodotto con Tezuka Productions.                                |
| To the Abandoned Sacred Beasts                    | 2019               | 12      |                                                                    |
| Sarazanmai                                        | 2019               | 11      |                                                                    |
| Granblue Fantasy The Animation (seconda stagione) | 2019               | 12      | La prima stagione è stata prodotta da A-1 Pictures.                |

#### Dal 2020

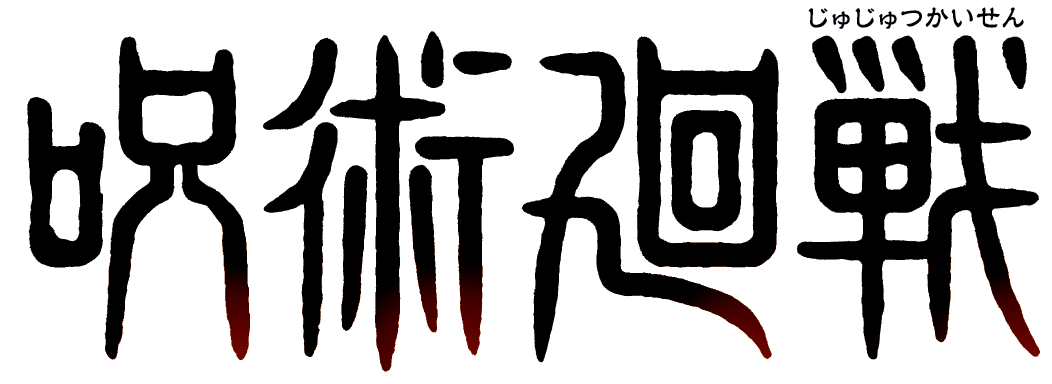
Logo della serie anime Jujutsu kaisen, altra produzione molto nota dell'azienda.

| Titolo                                                 | Anno di produzione | Episodi | Note e fonti                                                                                    |
| ------------------------------------------------------ | ------------------ | ------- | ----------------------------------------------------------------------------------------------- |
| Uchi Tama!? Uchi no Tama Shirimasen ka?                | 2020               | 11      |                                                                                                 |
| Dorohedoro                                             | 2020               | 12      | È stato annunciato un sequel animato.                                                           |
| Listeners                                              | 2020               | 12      |                                                                                                 |
| The God of High School                                 | 2020               | 13      |                                                                                                 |
| Mr Love: Queen's Choice                                | 2020               | 12      |                                                                                                 |
| Taiso Samurai                                          | 2020               | 11      |                                                                                                 |
| Jujutsu kaisen                                         | 2020-2023          | 47      | La serie è strutturata in due stagioni ed è stata rinnovata per una terza stagione.             |
| L'attacco dei giganti (The Final Season)               | 2020-2023          | 35      | La stagione è divisa in quattro parti. Le prime tre stagioni sono state prodotte da Wit Studio. |
| Zombie Land Saga Revenge                               | 2021               | 12      |                                                                                                 |
| Re-Main                                                | 2021               | 12      |                                                                                                 |
| The Idaten Deities Know Only Peace                     | 2021               | 11      |                                                                                                 |
| Takt op. Destiny                                       | 2021               | 12      | Co-prodotto con Madhouse.                                                                       |
| Dance Dance Danseur                                    | 2022               | 11      |                                                                                                 |
| Chainsaw Man                                           | 2022               | 12      |                                                                                                 |
| Vinland Saga (seconda stagione)                        | 2023               | 24      | La prima stagione è stata prodotta da Wit Studio.                                               |
| Campfire Cooking in Another World with My Absurd Skill | 2023               | 12      | La serie è stata rinnovata per una seconda stagione.                                            |
| Hell's Paradise - Jigokuraku                           | 2023               | 13      | La serie è stata rinnovata per una seconda stagione.                                            |
| Bucchigiri?!                                           | 2024               | 12      | [ 22 ]                                                                                          |
| Oblivion Battery                                       | 2024               | 12      | La serie è stata rinnovata per una seconda stagione.                                            |
| Ranma ½                                                | 2024               | 12      | La serie è stata rinnovata per una seconda stagione.                                            |
| Zenshu                                                 | 2025               | 12      | [ 25 ]                                                                                          |
| Lazarus                                                | 2025               | 13      | Produzione originale in collaborazione con Adult Swim, Shinichiro Watanabe e Chad Stahelski.    |

### Film
| Titolo                                        | Anno di produzione | Note e fonti                                                                       |
| --------------------------------------------- | ------------------ | ---------------------------------------------------------------------------------- |
| Garo: Divine Flame                            | 2016               |                                                                                    |
| In questo angolo di mondo                     | 2016               |                                                                                    |
| In questo angolo (e in altri angoli) di mondo | 2019               | Versione estesa del film del 2016.                                                 |
| Jujutsu kaisen 0 - Il film                    | 2021               |                                                                                    |
| A Girl Meets a Boy and a Robot                | 2022               | [ 28 ]                                                                             |
| Maboroshi                                     | 2023               | [ 29 ]                                                                             |
| Attack on Titan: The Last Attack              | 2024               | Versione cinematografica delle ultime due parti della quarta stagione della serie. |
| Le rose di Versailles - Lady Oscar            | 2025               |                                                                                    |
| Chainsaw Man - The Movie: Reze Arc            | 2025               |                                                                                    |
| Zombie Land Saga the Movie                    | TBA                |                                                                                    |

### OAV
| Titolo                              | Anno di produzione | Episodi | Note e fonti |
| ----------------------------------- | ------------------ | ------- | ------------ |
| Days: OVA                           | 2017               | 2       | [ 30 ]       |
| Onihei: Sono Otoko, Hasegawa Heizou | 2017               | 1       |              |
| Days: Touin Gakuen-sen!             | 2018               | 3       | [ 31 ]       |

### ONA
| Titolo              | Anno di produzione | Episodi | Note e fonti |
| ------------------- | ------------------ | ------- | ------------ |
| Komachi and Dangorō | 2012-2015          | 4       | [ 32 ]       |
| Boukyaku Battery    | 2020               | 1       | [ 33 ]       |
| Yasuke              | 2021               | 6       | [ 34 ]       |
| Kakegurui Twin      | 2022               | 6       | [ 35 ]       |